# Wu Meiniang chuanqi
Wu Meiniang chuanqi (武媚娘傳奇T, 武媚娘传奇S, Wǔ Mèiniáng chuánqíP, lett. La leggenda di Wu Meiniang; titolo internazionale The Empress of China, conosciuta anche come Wu Zetian) è una serie televisiva cinese trasmessa su Hunan TV dal 21 dicembre 2014 al 3 febbraio 2015. Ambientata durante la dinastia Tang del settimo e dell'ottavo secolo, Fan Bingbing interpreta la protagonista Wu Zetian, l'unica donna che governò come imperatore nella storia della Cina.
La serie è stata prodotta dai Fan Bingbing Studio con un budget di oltre 300 milioni di yuan (quasi 50 milioni di dollari).
Durante la messa in onda su Hunan TV, la serie fu sospesa per quattro giorni dal 28 dicembre 2014 al 1º gennaio 2015 ufficialmente per problemi tecnici, ma fu poi rivelato che la vera ragione erano i vestiti "troppo rivelatori", specialmente sul petto, e che fu quindi imposto di modificare i filmati. La serie tornò quindi sugli schermi con la maggior parte delle inquadrature corrette per mostrare il décolleté il meno possibile, utilizzando campi lunghi e primi piani. Allo stesso modo, eventuali scene di intimità o di affetto tra i protagonisti sono state completamente tagliate, rendendo la trama a volte difficile da comprendere.

## Trama
Durante il secondo regno della dinastia Tang, Wu Meiniang entra a palazzo all'età di 14 anni e aspira a servire come consorte l'imperatore Taizong. Quest'ultimo si accorge presto di lei e se ne innamora, scatenando molte gelosie nei confronti di Meiniang e numerosi tentativi di distruggerla con ingiuste accuse di furto, omicidio e tradimento. La donna sopravvive grazie alla sua intelligenza e arguzia, ma, alla morte di Taizong, viene mandata in un monastero per farsi suora; tuttavia, il figlio più giovane dell'imperatore, Li Zhi, salito al trono come Gaozong, è innamorato di lei sin da quando era bambino e la riporta a palazzo, facendone la propria consorte. Con il tempo, Meiniang riesce a risalire i ranghi dell'harem fino a ottenere il titolo di imperatrice.

## Personaggi

### Personaggi principali
- Wu Meiniang/Wu Zetian, interpretata da Fan Bingbing
- Li Shimin (imperatore Taizong), interpretato da Zhang Fengyi
- Li Zhi (imperatore Gaozong), interpretato da Aarif Rahman
- Consorte Xu Hui, interpretata da Janine Chang

### Harem dell'imperatore Taizong
- Consorte Wei, interpretata da Zhang Ting
- Consorte Yang, interpretata da Kathy Chow
- Consorte Yin, interpretata da Zhang Tong
- Imperatrice Zhangsun, interpretata da Zhang Dinghan
- Consorte Liu, interpretata da Nie Mei
- Xiao Qiang, interpretata da Sun Jiaqi
- Feng Cairen, interpretata da Zhang Xiting
- Chen Guiren, interpretata da Liu Zhixi

### Harem dell'imperatore Gaozong
- Imperatrice Wang, interpretata da Shi Shi
- Consorte Xiao, interpretata da Viann Zhang
- Liu Shi, interpretata da Cui Bing
- Helan Minyue, interpretata da Ma Sichun

### Famiglia reale
- Li Chengqian, interpretato da Lee Lee-jen
- Li Ke, interpretato da Li Jie
- Li Tai, interpretato da Ren Shan
- Li You, interpretato da Xue Yongyu
- Su Mei, interpretata da Li Yuexi
- Principessa Gaoyang, interpretata da Mi Lu
- Li Sujie, interpretata da Cui Can
- Li Zhong, interpretato da Zhang Xuanming e Chen Jingyuan (da bambino)
- Li Hong, interpretato da Kang Fuzhen
- Li Xian, interpretato da Wang Wenjie e Yu Wentong (da vecchio)
- Wei Shi, interpretato da Xi Yuli

### Ministri, generali e personale
- Li Mu, interpretato da Li Chen
- Zhang Jianzhi, interpretato da Wu Xiubo e Wei Zi (da vecchio)
- Zhangsun Wuji, interpretato da Wang Huichun
- Li Chunfeng, interpretato da Yu Haoming
- Li Yifu, interpretato da Yu Ailei
- Wei Zheng, interpretato da Li Guangfu
- Wang De, interpretato da Shen Baoping
- Fang Yi'ai, interpretato da Zhu Xiaohui
- Li Shiji, interpretato da Sun Ning
- Liu Siyao, interpretata da Tu Liman
- Chengxin, interpretato da He Xin
- Bianji, interpretato da Qin Qidong
- Di Renjie, interpretato da Xu Jie
- Rui An, interpretato da Gao Yuan

## Produzione
La serie è stata co-finanziata da Zhejiang Talent Television & Film, China Film Group Corporation, Evergrande Film Co., Duzhe Publishing Media Co., Jilin Television e Guangxi Television.
Una conferenza stampa alla partenza del progetto fu tenuta il 28 dicembre 2012. A quel tempo, il regista era Liu Jiang, che si chiamò fuori a causa di altri impegni, e fu quindi sostituito da Go Yikchun. Le riprese si tennero dal 28 dicembre 2013 al 16 agosto 2014 in numerose location, tra le quali Wuxi, Nanchino, Shaoxing e gli Hengdian World Studios.

## Accoglienza e ascolti
Wu Meiniang chuanqi è stato un successo commerciale: la messa in onda del primo episodio ha superato il record di spettatori per una serie TV e, nonostante le censure, gli ascolti sono rimasti alti fino alla conclusione. I costumi sono stati lodati, ma il ritmo narrativo lento non è stato apprezzato ed è stato criticato il fatto che la trama non sia ben collegata, prendendo risvolti drammatici all'improvviso.
| Episodio | Data di trasmissione | CSM50     | CSM50  | CSM canale nazionale | CSM canale nazionale |
| Episodio | Data di trasmissione | Punteggio | Share  | Punteggio            | Share                |
| -------- | -------------------- | --------- | ------ | -------------------- | -------------------- |
| 1-3      | 21 dicembre 2014     | 2,280     | 6,050  | 2,14                 | 6,13                 |
| 4-6      | 22 dicembre 2014     | 2,396     | 6,681  | 2,45                 | 7,23                 |
| 7-9      | 23 dicembre 2014     | 2,714     | 7,774  | 2,65                 | 7,98                 |
| 10-12    | 24 dicembre 2014     | 2,469     | 6,936  | 2,66                 | 7,69                 |
| 13-15    | 25 dicembre 2014     | 2,678     | 7,378  | 2,77                 | 8,09                 |
| 16       | 26 dicembre 2014     | 2,429     | 6,513  | 2,54                 | 6,56                 |
| 17       | 27 dicembre 2014     | 2,546     | 6,748  | 2,54                 | 6,56                 |
| 18-20    | 1 gennaio 2015       | 2,579     | 6,944  | 2,65                 | 7,27                 |
| 21       | 2 gennaio 2015       | 2,533     | 6,838  | 2,65                 | 7,27                 |
| 22       | 3 gennaio 2015       | 2,400     | 6,274  | 2,65                 | 7,27                 |
| 23-25    | 4 gennaio 2015       | 2,697     | 7,401  | 2,52                 | 7,33                 |
| 26-28    | 5 gennaio 2015       | 2,722     | 7,304  | 2,46                 | 7,06                 |
| 29-31    | 6 gennaio 2015       | 2,857     | 7,712  | 2,57                 | 7,25                 |
| 32-34    | 7 gennaio 2015       | 2,716     | 7,209  | 2,58                 | 7,26                 |
| 35-37    | 8 gennaio 2015       | 2,849     | 7,721  | 2,59                 | 7,48                 |
| 38       | 9 gennaio 2015       | 2,443     | 6,472  | 2,66                 | 7,23                 |
| 39       | 10 gennaio 2015      | 2,830     | 7,390  | 2,66                 | 7,23                 |
| 40-42    | 11 gennaio 2015      | 2,773     | 7,409  | 2,66                 | 7,23                 |
| 43-45    | 12 gennaio 2015      | 2,648     | 7,235  | 2,67                 | 7,61                 |
| 46-48    | 13 gennaio 2015      | 3,121     | 8,363  | 2,95                 | 8,28                 |
| 49-51    | 14 gennaio 2015      | 2,780     | 7,389  | 3,09                 | 8,68                 |
| 52-54    | 15 gennaio 2015      | 2,982     | 8,070  | 3,15                 | 8,73                 |
| 55       | 16 gennaio 2015      | 2,417     | 6,424  | 3,14                 | 8,45                 |
| 56       | 17 gennaio 2015      | 3,067     | 7,952  | 3,14                 | 8,45                 |
| 57-59    | 18 gennaio 2015      | 2,983     | 7,938  | 3,14                 | 8,45                 |
| 60-62    | 19 gennaio 2015      | 3,034     | 8,235  | 3,28                 | 9,20                 |
| 63-65    | 20 gennaio 2015      | 3,062     | 8,243  | 3,40                 | 9,41                 |
| 66-68    | 21 gennaio 2015      | 3,088     | 8,282  | 3,33                 | 9,21                 |
| 69-71    | 22 gennaio 2015      | 3,411     | 8,855  | 3,96                 | 0,69                 |
| 72       | 23 gennaio 2015      | 2,634     | 6,981  | 3,46                 | 9,36                 |
| 73       | 24 gennaio 2015      | 2,711     | 7,277  | 3,46                 | 9,36                 |
| 74-76    | 25 gennaio 2015      | 3,264     | 8,420  | 3,46                 | 9,36                 |
| 77-79    | 26 gennaio 2015      | 3,378     | 8,898  | 3,52                 | 9,81                 |
| 80-82    | 27 gennaio 2015      | 3,551     | 9,273  | 4,00                 | 0,91                 |
| 83-85    | 28 gennaio 2015      | 3,737     | 9,623  | 4,35                 | 1,85                 |
| 86-88    | 29 gennaio 2015      | 3,515     | 9,108  | 4,10                 | 1,16                 |
| 89       | 30 gennaio 2015      | 2,657     | 6,992  | 3,71                 | 9,99                 |
| 90       | 31 gennaio 2015      | 2,434     | 6,407  | 3,71                 | 9,99                 |
| 91-92    | 1 febbraio 2015      | 3,313     | 8,763  | 3,71                 | 9,99                 |
| 93-94    | 2 febbraio 2015      | 4,102     | 10,901 | 4,64                 | 2,80                 |
| 95-96    | 3 febbraio 2015      | 4,234     | 11,171 | 5,08                 | 13,68                |
| Media    | Media                | 2,959     | 7,926  | 3,17                 | 8,81                 |

## Colonna sonora
In Cina e Taiwan
1. For Thousands of Years (千秋) – Sun Nan
2. Wordless Tablet (無字碑) – Jane Zhang
3. Dare To Rule The World (敢為天下先) – Jane Zhang
4. Heaven (蒼天) – Jacky Cheung e Evonne Hsu

In Hong Kong
1. The Empress (女皇) – Joey Yung
2. The Secret of Tears (眼淚的秘密) – Jinny Ng
3. No Matter What It Takes (不顧一切) – Linda Chung

## Distribuzioni internazionali
| Paese     | Canale          | Prima TV                         | Titolo adottato                         | Note                                                                 |
| --------- | --------------- | -------------------------------- | --------------------------------------- | -------------------------------------------------------------------- |
| Cina      | Hunan TV        | 21 dicembre 2014-3 febbraio 2015 | 武媚娘传奇 (La leggenda di Wu Meiniang) | 96 episodi da 30 minuti; tagliata e censurata                        |
| Taiwan    | CTi TV, CTV     | 30 marzo 2015-23 luglio 2015     | 武媚娘传奇 (La leggenda di Wu Meiniang) | Integrale                                                            |
| Hong Kong | TVB Jade        | 26 aprile-12 luglio 2015         | 武則天 (Wu Zetian)                      | 75 episodi da 45 minuti; tagliata, censurata e doppiata in cantonese |
| Malaysia  | Astro on Demand | 26 aprile-12 luglio 2015         | 武則天 (Wu Zetian)                      | Versione di Hong Kong                                                |
| Singapore | VV Drama        | 12 agosto-25 ottobre 2015        | 武則天 (Wu Zetian)                      | Versione di Hong Kong, audio originale                               |
| Cambogia  | CTV8 HD         | 11 novembre 2015-                |                                         |                                                                      |